# MB&F
MB&F, pour Maximilian Büsser and Friends, est un fabricant suisse de montres de luxe fondé par Maximilian Büsser en juillet 2005 à Genève, en Suisse.  

## Histoire

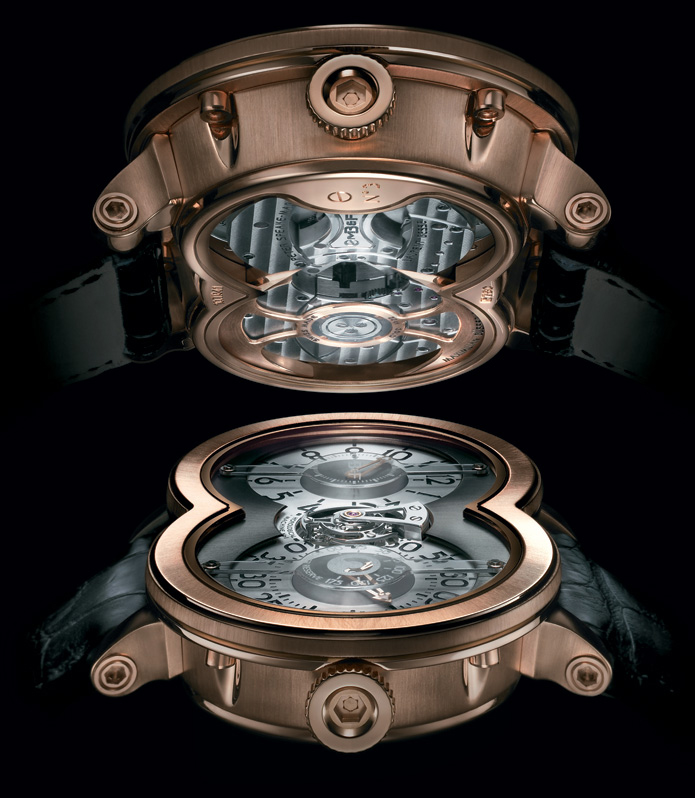
MB&F HM1 en or rouge

MB&F voit le jour en juillet 2005, à Genève, en Suisse, sous la direction de Maximilian Büsser. MB&F met en vente sa première montre, Horological Machine No.1 (HM1) en 2007. En 2011, la marque présente la montre Legacy Machine No.1 (LM1), la première d'une collection de montres à boîtier rond d'aspect plus traditionnel. En 2012, LM1 est récompensée dans deux catégories au Grand prix de l'Horlogerie de Genève (GPHG) : Montre homme et Prix du public. 

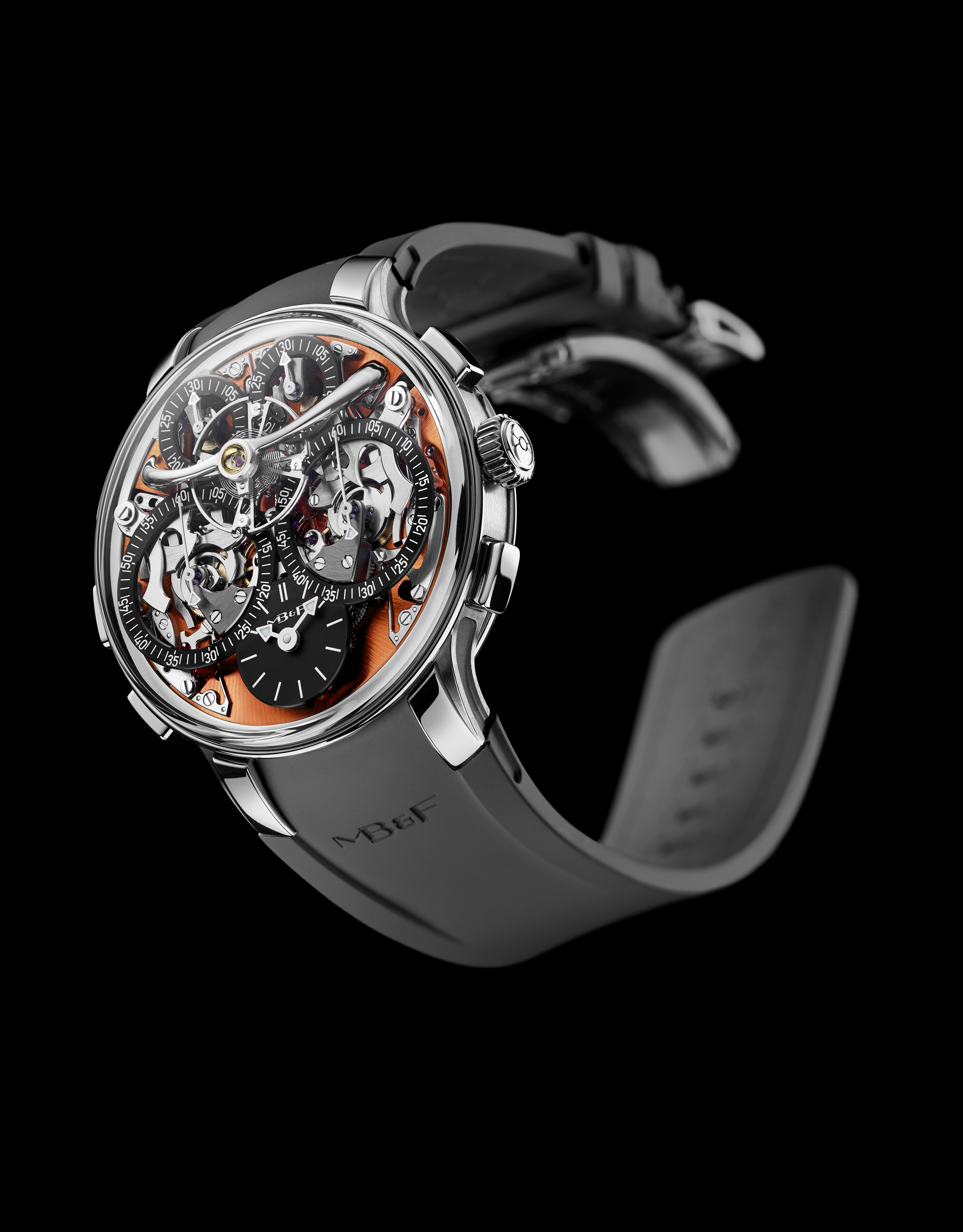
LM Séquentiel EVO

## M.A.D. Gallery
MB&F crée la première M.A.D. Gallery en 2011 à Genève. Büsser considère ses montres comme de l'art cinétique  et a créé sa propre galerie d'art pour exposer ses machines horlogères sculptées dans le contexte de l'art mécanique d'autres artistes. 